# Adolfo Guillermo de Sajonia-Eisenach
Adolfo Guillermo de Sajonia-Eisenach (Weimar, 15 de mayo de 1632-Eisenach, 21 de noviembre de 1668) fue un duque de Sajonia-Eisenach.

## Biografía
Era el cuarto hijo, aunque el segundo en llegar a la edad adulta, del duque Guillermo de Sajonia-Weimar y de Leonor Dorotea de Anhalt-Dessau.
Cuando Adolfo tuvo diecinueve años de edad, viajó por varios países, en particular por Francia. Subsiguientemente, en 1656 entró al servicio del rey Carlos X Gustavo de Suecia (que estaba en ese tiempo envuelto en las Guerras del Norte contra Polonia) como coronel, donde fue caracterizado por su coraje y valentía. Sin embargo, después de un encuentro en Funen con un embajador imperial, Adolfo fue transferido al Ejército Imperial con el rango de coronel. En 1661, viajó de nuevo a Suecia, y el rey Carlos Gustavo le ofreció el rango de mayor general de Infantería con una paga de 2000 talentos; Adolfo declinó.
Cuando su padre murió (1662) Adolfo, con su hermano mayor Juan Ernesto, dividió los territorios paternos. Recibió Eisenach y su palacio (Schloss) de Wilhelmsburg, con su largo jardín, donde hizo su residencia. Sus dos hermanos menores, Juan Jorge y Bernardo, recibieron solamente ingresos de los ducados de sus hermanos mayores.

## Matrimonio e hijos
En Wolfenbüttel el 18 de enero de 1663, Adolfo contrajo matrimonio con María Isabel de Brunswick-Wolfenbüttel. Tuvieron cinco hijos:
1. Carlos Augusto (Eisenach, 31 de enero de 1664-ibidem, 14 de febrero de 1665).
2. Federico Guillermo (Eisenach, 2 de febrero de 1665-ib., 3 de mayo de 1665).
3. Adolfo Guillermo (Eisenach, 26 de junio de 1666-ib., 11 de diciembre de 1666).
4. Ernesto Augusto (Eisenach, 28 de agosto de 1667-ib., 8 de febrero de 1668).
5. Guillermo Augusto (n. póstumamente, Eisenach, 30 de noviembre de 1668-ib., 23 de febrero de 1671), duque de Sajonia-Eisenach.

Adolfo perdió a todos sus hijos poco después de nacer, y su viuda estaba embarazada de su quinto hijo en el momento de su muerte. Ocho días después, nació un hijo varón, llamado Guillermo Augusto, que heredó los territorios de su padre (bajo la regencia de su tío, Juan Jorge), hasta su muerte con solo dos años de edad, en donde Juan Jorge heredó los territorios.